# Fort Paskoya
 (novembre 2023).
Si vous disposez d'ouvrages ou d'articles de référence ou si vous connaissez des sites web de qualité traitant du thème abordé ici, merci de compléter l'article en donnant les références utiles à sa vérifiabilité et en les liant à la section « Notes et références ».
Fort Paskoya fut un fort français du XVIIIe siècle construit en Nouvelle-France.
En 1741, Louis-Joseph Gaultier de La Vérendrye, convainc son père Pierre Gaultier de Varennes et de La Vérendrye, d'édifier un fort au bord du lac des Cèdres et près de l'embouchure de la rivière Saskatchewan. Ce fort ainsi que d'autres  sont érigés en vue du commerce de la fourrure et non à des fins d'exploration et de conquête. 
La localisation de ce fort est incertaine, car des historiens avancent la thèse selon laquelle le fort Paskoya aurait été édifié à la confluence de la Petite rivière Paskoya et de la rivière Saskatchewan. Néanmoins, il exista bien un fort situé au lac des Cèdres qui aurait reçu le nom de Paskoya avant d'être rebaptisé Fort Bourbon.
Vers 1752, un second fort Paskoya aurait été édifié par l'officier Louis de La Corne à l'emplacement de la ville actuelle de Le Pas.
À la même époque fut construit le Fort La Jonquière sur la rivière Saskatchewan.

## Sources
1. ↑  Localisation du fort Paskoya
2. ↑  Fort Paskoya et la ville de Le Pas